# 德木寺
德木寺是位于中国西藏自治区林芝市巴宜区米瑞乡的一座藏传佛教格鲁派寺院。

## 历史
经过林芝市巴宜区米瑞乡人民政府所在地，顺着德木沟向北约两公里，有一座小山，德木寺建在此山上。
1374年，昌都的第一世帕巴拉活佛德钦多吉在德木拉山口兴建了德木“拉卡洛色林”，即德木寺，并任命贡觉迥乃担任该寺住持，贡觉迥乃此后成为第一世德木活佛。
第四世德木活佛曾随五世达赖赴北京朝觐顺治帝，五世达赖经过此地时，赞誉此地为“神仙居住的地方”，于是此地得名“鲁朗”（意为“龙宫”或“龙王谷”），即今林芝县鲁朗镇。 同属于藏传佛教格鲁派的德木寺，由于地处工布与波密之间，还可连通昌都等藏区，几世德木活佛又不断经营，随之成为五世达赖在政教上倚重的对象。第四世德木活佛之前，德木活佛仅为稍有名望的地方性人物。从第四世德木活佛起，成为西藏重要的大活佛，第六世、七世、九世德木活佛更曾担任西藏摄政。
位于鲁朗的德木寺在第四世德木活佛赴北京期间，因和东面的波密地方势力交恶而遭到焚烧。其遗址至今保存完好，留在鲁朗五寨的花海景观中。从鲁朗的德木寺遗址到如今米瑞乡的德木寺，山岭上的森林间有一条茶马古道，长达25公里左右。
鲁朗的德木寺遭焚毁后，德木寺迁至工布地方，即如今米瑞乡境内的寺址处。
1959年之前，德木寺属拉萨丹吉林寺和哲蚌寺洛色林扎仓管辖，活佛为德木活佛。德木寺一直是德木活佛在工布地方的主要寺院和宗教活动场所。1950年，德木寺在地震中被毁，后来重修。2000年代末，该寺被林芝地区行署定为寺庙定员14名。

## 宗教活动
德木寺是神舞“德木羌姆”和俗人跳的“米纳羌姆”的发源地。“神”主要指护法神。第一世德木活佛贡觉迥乃创造了“德木羌姆”，后经第四世德木活佛改编，德木羌姆演变为完整的宗教舞蹈。
完整的“德木羌姆”需25位僧人跳，2人吹奏法器，舞蹈表演的间隙还要有4个小丑角色登场。跳舞时，跳舞的僧人身穿传统服装，头戴各种面具，手中执有不同物品以代表不同意义。表演时，最先出场的是不戴面具的黑帽护法，随后依次有曲杰等护法登场。表演的全过程中，伴奏乐器主要是法号和鼓。 
“德木羌姆”的表演日期固定。1665年，第四世德木活佛于藏历八月二十八日、二十九日、三十日举办了羌姆的公演，随后这三天便成了每年德木羌姆的固定表演时间。德木羌姆有15种舞蹈形式，需两天完成，第三天会有德木寺高僧讲经说法。每年藏历八月二十八日、二十九日，都是德木寺的重大节日，称“德木典曲”，附近村民均来该寺观看羌姆表演。
鼎盛时期，就连布达拉宫、桑耶寺等大寺院的僧人都会到德木寺学“德木羌姆”。如今，“德木羌姆”传人的主要分布地位于林芝市巴宜区和米林县。

## 建筑
德木寺现有建筑面积1348.46平方米，是格鲁派在林芝工布地区的三大寺之一（三大寺是德木寺、羌纳寺、扎西绕登寺）。